# Åke Sandgren
Pour les articles homonymes, voir Sandgren.
Åke Sandgren, né le 13 mai 1955 à Umeå (Suède), est un réalisateur et scénariste dano-suédois.

## Filmographie

### Comme réalisateur
- 1984 : Cykelsymfonien
- 1985 : Johannes' hemmelighed
- 1989 : Miraklet i Valby
- 1991 : Facklorna (TV)
- 1993 : Kådisbellan
- 1995 : Stora och små män
- 2000 : Beyond, le secret des abysses (Dykkerne)
- 2001 : Un véritable humain (Et rigtigt menneske)
- 2005 : Fluerne på væggen
- 2007 : Den man älskar

### Comme scénariste
- 1984 : Cykelsymfonien
- 1985 : Johannes' hemmelighed
- 1988 : L'Ombre d'Emma (Skyggen af Emma)
- 1989 : Miraklet i Valby
- 1993 : Innocent Life (Kådisbellan)
- 1995 : Stora och små män
- 2001 : Un véritable humain (Et rigtigt menneske)
- 2005 : Fluerne på væggen
- 2009 : Headhunter
- 2009 : Mon frère, ce super-héros (Superbror)
- 2013 : Skytten